# Вишовград
Вишо́вград (болг. Вишовград) — село у Великотирновській області Болгарії. Входить до складу общини Павликени.

## Населення
За даними перепису населення 2011 року у селі проживали 318 осіб.
Національний склад населення села:
| Національність   | Кількість осіб | Відсоток |
| ---------------- | -------------- | -------- |
| болгари          | 305            | 96,5%    |
| турки            | 4              | 1,3%     |
| цигани           | 0              | 0%       |
| інша             | 7              | 2,2%     |
| не визначились   | 0              | 0%       |
| Всього відповіли | 316            |          |

Розподіл населення за віком у 2011 році:

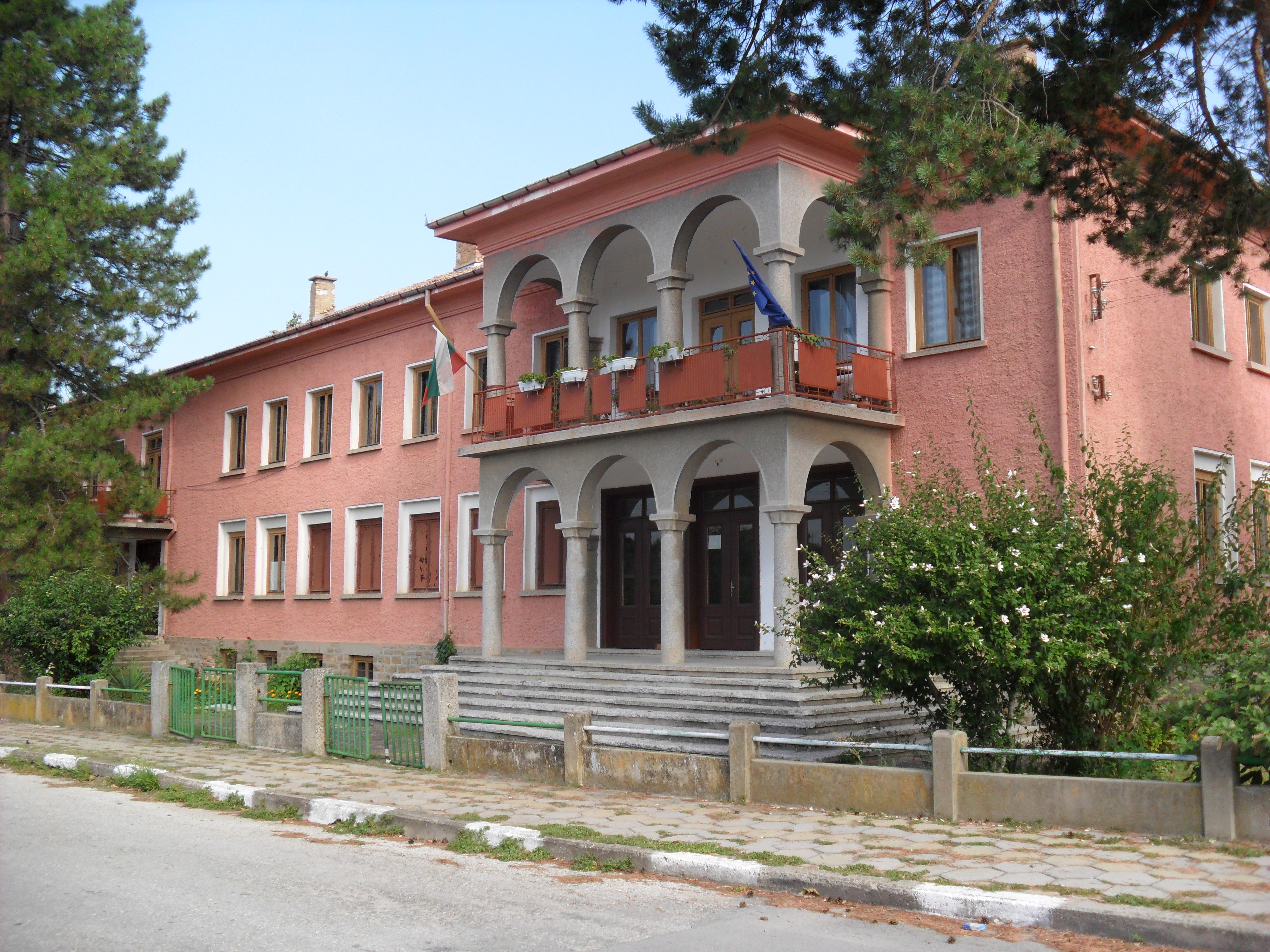
общинний центр Ради Фичев

Динаміка населення: